# NGC 2865
NGC 2865 је елиптична галаксија у сазвежђу Хидра која се налази на NGC листи објеката дубоког неба.
Деклинација објекта је - 23° 9' 41" а ректасцензија 9h 23m 30,2s. Привидна величина (магнитуда) објекта NGC 2865 износи 11,5 а фотографска магнитуда 12,5. Налази се на удаљености од 30,539 милиона парсека од Сунца. NGC 2865 је још познат и под ознакама ESO 498-1, MCG -4-22-11, AM 0921-225, PRC C-29, PGC 26601.